# Белль, Штефан
Ште́фан Белль (нем. Stefan Bell; 24 августа 1991, Андернах, Германия) — немецкий футболист, защитник клуба «Майнц 05». В прошлом выступал за молодёжную сборную Германии.

## Карьера

### Клубная
Штефан Белль — воспитанник футбольных клубов «Вер/Риден/Фолькесфельд» «Майен» и «Майнц 05». Сразу пробиться в основу «Майнца» защитнику не удалось и сезон 2010/11 он провёл, выступая на правах аренды за «Мюнхен 1860» во второй бундеслиге. Дебютировал за баварский клуб 29 августа 2010 года в матче чемпионата против «Оснабрюка».
26 сентября 2010 года, использовав подачу Беньямина Лаута со штрафного, Белль ударом головой забил свой первый гол за «Мюнхен» (в ворота Симона Йенцша из «Аугсбурга»).
За сезон в составе «львов» Штефан Белль сыграл 24 матча, забил 2 гола и неоднократно ассистировал партнёрам по команде. Так, в матче с «Карлсруэ» 30 октября 2010 года 2 голевые передачи защитника (на Лаута и Бюлова) помогли баварскому клубу одержать выездную победу со счётом 4:2
.
В июле 2011 года защитник был отдан в аренду сроком на полгода франкфуртскому «Айнтрахту» и таким образом продолжил выступать во второй бундеслиге. Однако за «Айнтрахт» Беллю удалось сыграть в чемпионате лишь 2 матча, один из которых полностью. По возвращении в «Майнц» защитник также остался без игровой практики: большую часть второй половины сезона он пропустил из-за травмы лодыжки
.
Сезон 2012/13 стал для Штефана Белля дебютным в первой бундеслиге. На 92-й минуте матча с «Ганновером» защитник заменил Николаса Мюллера, впервые выйдя на поле в сильнейшей лиге Германии.

### В сборной
Штефан Белль имеет опыт выступлений за юношескую сборную Германии до 19 лет. Всего защитник сыграл за национальную команду в данной возрастной категории 7 матчей.
В 2010 году Белль стал выступать за молодёжную сборную Германии. В её составе игрок участвовал в отборочном цикле к чемпионату Европы 2013. 11 ноября 2011 года защитник забил свой единственный гол в рамках отборочного турнира (в ворота сверстников из Греции)
.
Гол Белля вкупе с 2 его голевыми передачами на Млапу

помог немецкой команде одержать победу со счётом 5:4.